# مارک-آنتونی کایه
مارک-آنتونی کایه (انگلیسی: Mark-Anthony Kaye؛ زادهٔ ۲ دسامبر ۱۹۹۴) بازیکن فوتبال اهل کانادا است.
از باشگاه‌هایی که در آن بازی کرده‌است می‌توان به باشگاه فوتبال لس آنجلس اشاره کرد.
وی همچنین در تیم‌های ملی فوتبال کانادا بازی کرده‌است.